# Arquímides Ordóñez
Arquímides Rafael Zacarías Ordóñez (Cincinnati, Ohio, 5 de agosto de 2003) es un futbolista guatemalteco nacido en los Estados Unidos. Juega de delantero y su equipo actual es el FC Zimbru Chisinau de la Superliga de Moldavia.

## Trayectoria
Nacido en Cincinnati, Ohio, "Quimi" entró a las inferiores del Columbus Crew en 2016.
En 2019, Ordoñez entró al programa de juveniles del F. C. Cincinnati, para su temporada inaugural en la MLS.
El 3 de julio de 2021 firmó su primer contrato profesional por tres años con el club, como Jugador de Cantera. Debutó el 24 de julio en la derrota por 3-0, de visita, contra el Nashville.

## Selección nacional

### Sub-20
Ordoñez debutó por la selección de Guatemala sub-20 en junio de 2022 en el Campeonato Sub-20 de la Concacaf de 2022. Anotó tres goles en sus primeros tres encuentros, para un total de cinco goles en seis apariciones. Fue nombrado en el XI ideal del torneo.
En mayo de 2023 fue convocado a la selección sub-20 para la Copa Mundial de Fútbol Sub-20 de 2023.

### Absoluta
En septiembre de 2022, Ordóñez fue convocado a la selección absoluta de Guatemala para los dos amistosos internacionales contra Colombia y Honduras. Debutó el 24 de septiembre en el primer partido contra Colombia.
Tres años después, en mayo de 2025 es nuevamente convocado por Luis Fernando Tena, para el amistoso de mayo contra El Salvador y la fecha fifa de junio.

## Estadísticas

### Clubes
Actualizado al último partido disputado el 20 de agosto de 2023.
| F. C. Cincinnati Estados Unidos       | 1.ª           | 2021          | 4  | 0  | - | - | - | - | 4  | 0  |
| F. C. Cincinnati Estados Unidos       | 1.ª           | 2022          | 8  | 0  | 2 | 0 | 0 | 0 | 10 | 0  |
| F. C. Cincinnati Estados Unidos       | 1.ª           | 2023          | 8  | 0  | 2 | 1 | 0 | 0 | 10 | 1  |
| F. C. Cincinnati Estados Unidos       | Total club    | Total club    | 20 | 0  | 4 | 1 | 0 | 0 | 24 | 1  |
| F. C. Cincinnati 2 Estados Unidos     | 3.ª           | 2022          | 13 | 4  | - | - | - | - | 13 | 4  |
| F. C. Cincinnati 2 Estados Unidos     | 3.ª           | 2023          | 11 | 9  | - | - | - | - | 11 | 9  |
| F. C. Cincinnati 2 Estados Unidos     | Total club    | Total club    | 24 | 13 | 0 | 0 | 0 | 0 | 24 | 13 |
| Östersunds · Suecia                   | Superettan    | 2024          | 13 | 3  | - | - | - | - | 13 | 3  |
| Östersunds · Suecia                   | Total club    | Total club    | 13 | 3  | 0 | 0 | 0 | 0 | 13 | 3  |
| Östersunds · Suecia                   | Total carrera | Total carrera | 57 | 16 | 4 | 1 | 0 | 0 | 61 | 17 |
| (1)Incluye datos de la U.S. Open Cup. |               |               |    |    |   |   |   |   |    |    |